# Regional Air Services (Tansania)
Regional Air Services ist eine tansanische Fluggesellschaft mit Sitz in Arusha und Basis auf dem Flughafen Arusha.

## Geschichte
Regional Air Services wurde 1997 gegründet. Im Juli des gleichen Jahres wurde der Flugbetrieb mit einem Flugzeug und einem Piloten aufgenommen. Im Laufe der Zeit wurden drei Twin Otters und 2005 eine Cessna 208 gekauft. Am Tag werden etwa 50 Passagiere befördert. Die Airline hat ihren Sitz am Flughafen Arusha, im Norden Tansanias. Regional Air Services hat 37 Mitarbeiter, darunter zehn Piloten. Es wurden einige bekannte Personen mit Regional Air Services befördert, darunter Nelson Mandela, Kofi Annan und einige andere. Die Airline kooperiert mit Airkenya.

## Flugziele
Regional Air Services fliegt nationale Flughäfen an und bietet ebenso Charterflüge für Touristen an. Aufgrund der guten Start- und Landeeigenschaften der Maschinen ist eine Landung auf nicht befestigten Flugplätzen möglich.

## Flotte

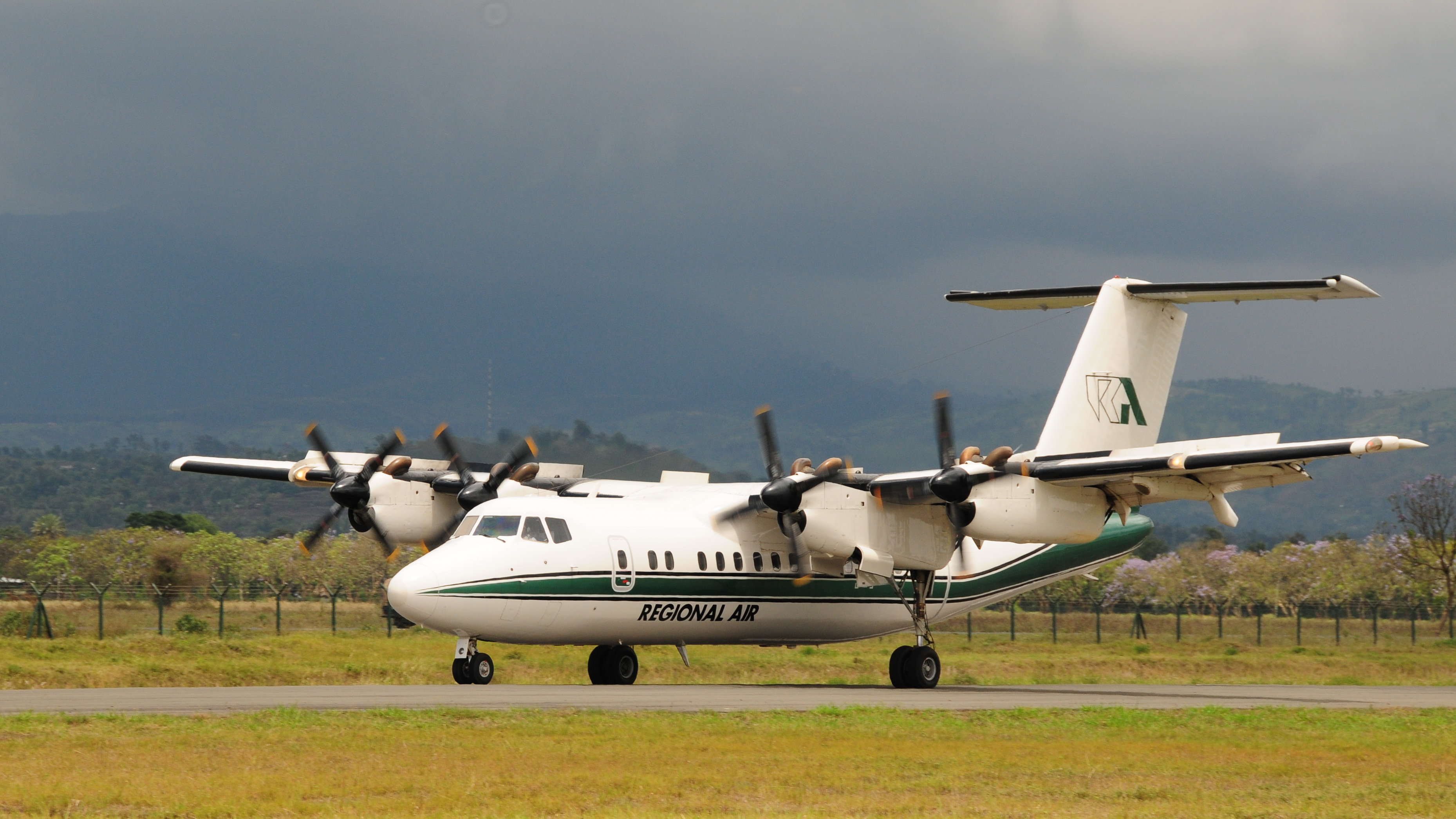
De Havilland Canada DHC-7 der Regional Air Services

Mit Stand Februar 2022 besteht die Flotte der Regional Air Services aus vier Flugzeugen:
| Flugzeugtyp                    | aktiv | bestellt | Anmerkungen | Sitzplätze |
| ------------------------------ | ----- | -------- | ----------- | ---------- |
| de Havilland Canada DHC-6-300  | 1     |          |             | 18         |
| de Havilland Canada DHC-86-100 | 1     |          |             | 40         |
| Cessna 208B Grand Caravan      | 2     |          |             | 13         |
| Gesamt                         | 4     | –        |             |            |